# Santo Stefano di Sessanio
Santo Stefano di Sessanio é uma comuna italiana da região dos Abruzos, província de Áquila, com cerca de 116 habitantes. Estende-se por uma área de 33 km², tendo uma densidade populacional de 4 hab/km². Faz fronteira com Barisciano, Calascio, Carapelle Calvisio, Castelvecchio Calvisio, Isola del Gran Sasso d'Italia (TE), Áquila.
Faz parte da rede das Aldeias mais bonitas de Itália.

## Demografia
| Variação demográfica do município entre 1861 e 2011                               |
|                                                                                   |
| Fonte: Istituto Nazionale di Statistica (ISTAT) - Elaboração gráfica da Wikipedia |

Faz parte da rede das Aldeias mais bonitas de Itália.